# Tigri Volanti

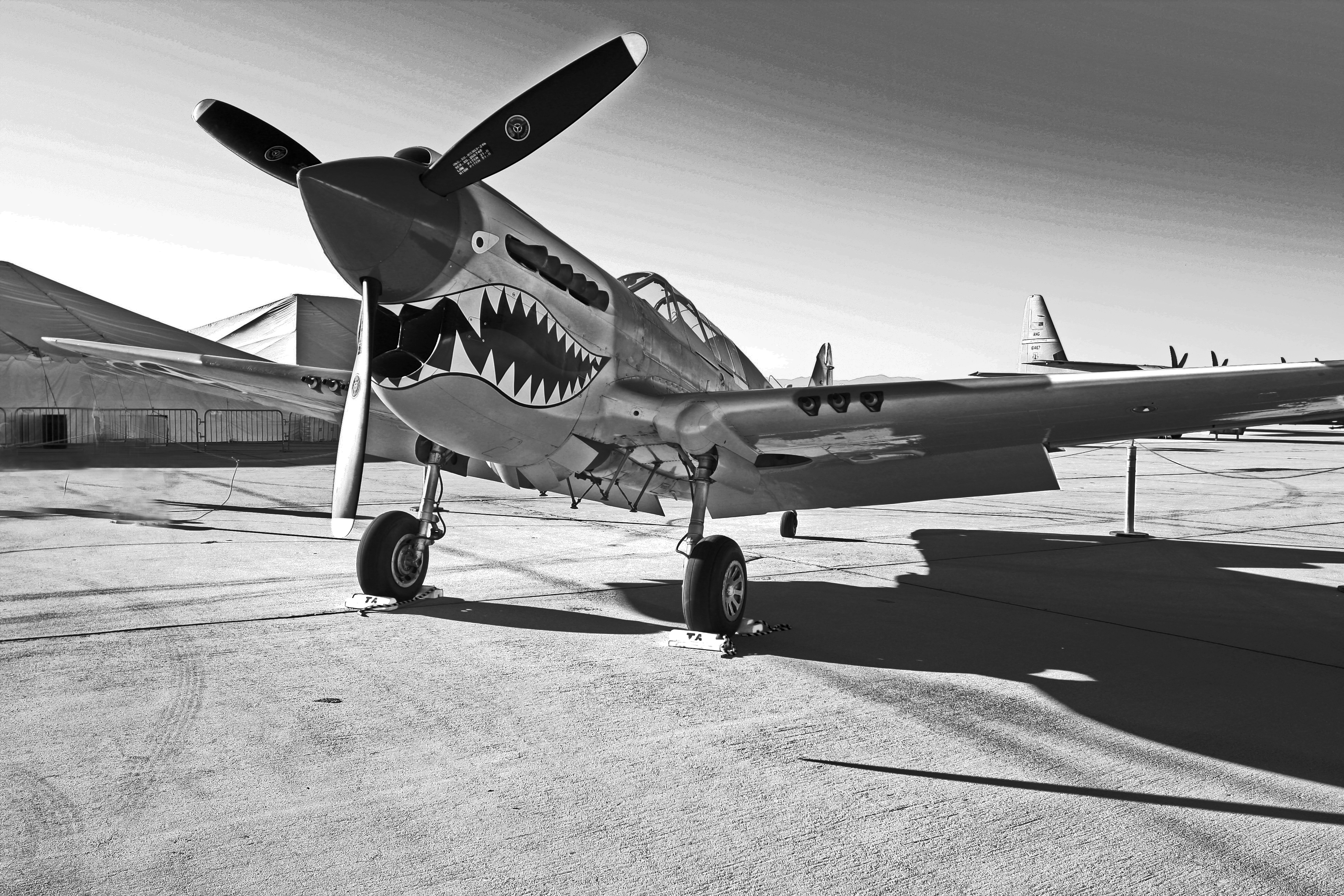
Un Curtiss P-40 con il caratteristico muso dipinto delle Tigri Volanti e le coccarde della Chung-Hua Min-Kuo K'ung-Chün, l'aeronautica militare della Cina Nazionalista.

The Flying Tigers, tradotto dall'inglese Tigri Volanti, era il soprannome con cui veniva identificato il 1st American Volunteer Group, un gruppo aereo inviato dagli Stati Uniti d'America nella Repubblica di Cina per aiutarla militarmente nella guerra contro il Giappone durante la Seconda guerra sino-giapponese degli anni quaranta.

## Storia
Il gruppo fu costituito, sotto il comando dell'allora colonnello Claire Chennault per una iniziativa voluta personalmente dal presidente Franklin Delano Roosevelt, su richiesta del generale Chiang Kai-shek, mediata dall'imprenditore William Pawley. Poiché all'atto della costituzione gli Stati Uniti non erano ancora formalmente in guerra, si aggirarono i problemi giuridici registrando come volontari civili il personale di volo e di supporto, in realtà proveniente dai ranghi dell'United States Army Air Forces (USAAF), della U.S. Navy e del U.S. Marine Corps; e per dare ulteriore copertura formale alla natura non governativa della partecipazione all'impresa era prevista come condizione irrinunciabile che il personale avesse rassegnato ufficialmente le dimissioni dalla Forza Armata di provenienza.
Gli aerei impiegati erano di costruzione statunitense, essenzialmente Curtiss P-40 ed essi avevano le insegne della Cina Nazionalista.
Tra le sue file militarono numerosi assi di futura fama, come Gregory "Pappy" Boyington, successivamente divenuto il fondatore della squadriglia delle "Pecore Nere".

## Le Tigri Volanti in altri media
- Il film I falchi di Rangoon (1942) è liberamente ispirato alle loro gesta.
- Il personaggio interpretato da Fred Astaire in Non ti posso dimenticare (1943) è un membro della squadriglia[2].
- Nella serie a fumetti dedicata a Mister No il protagonista ha fatto parte del reparto[3].
- Le "Tigri Volanti" sono oggetto di alcuni numeri del fumetto franco-belga "Buck Danny" dove appunto il suddetto assieme ai coprotagonista entrano a far parte del reparto.
- Le "Tigri Volanti" sono oggetto del fumetto "L'uomo di Rengoon" di Gino d'Antonio e Ferdinando Tacconi.